# Centro fieristico le Ciminiere

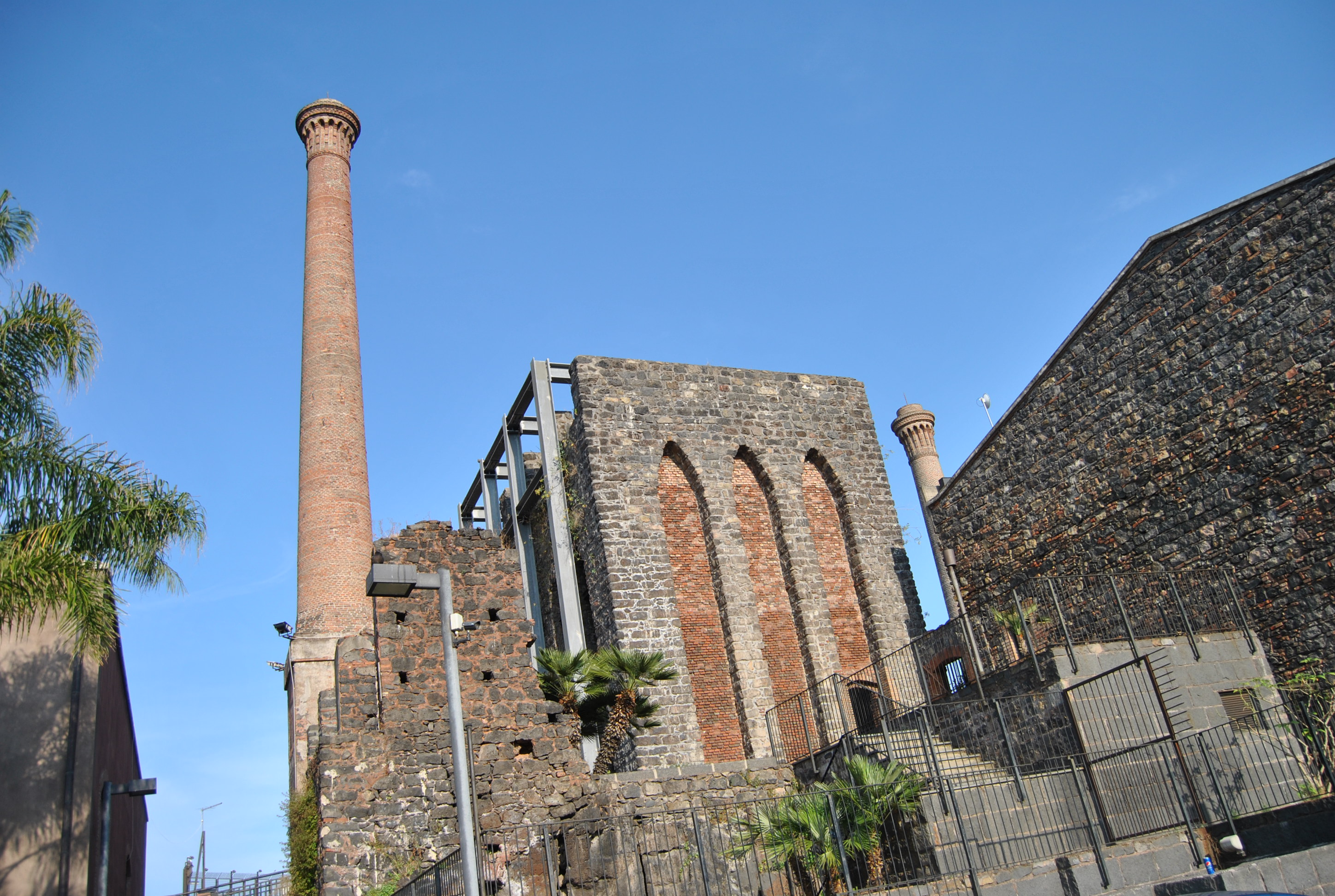
Vista di una sezione del Centro fieristico le Ciminiere

Il centro fieristico le Ciminiere di Catania è un complesso polifunzionale ricavato dal recupero di alcune parti delle costruzioni ormai abbandonate dal dopoguerra che costituivano il grande complesso industriale di raffinazione dello zolfo estratto dalle miniere dell'entroterra siciliano; l'opera ha comportato la costruzione ex novo di buona parte degli ambienti e la trasformazione di altri.

## Descrizione

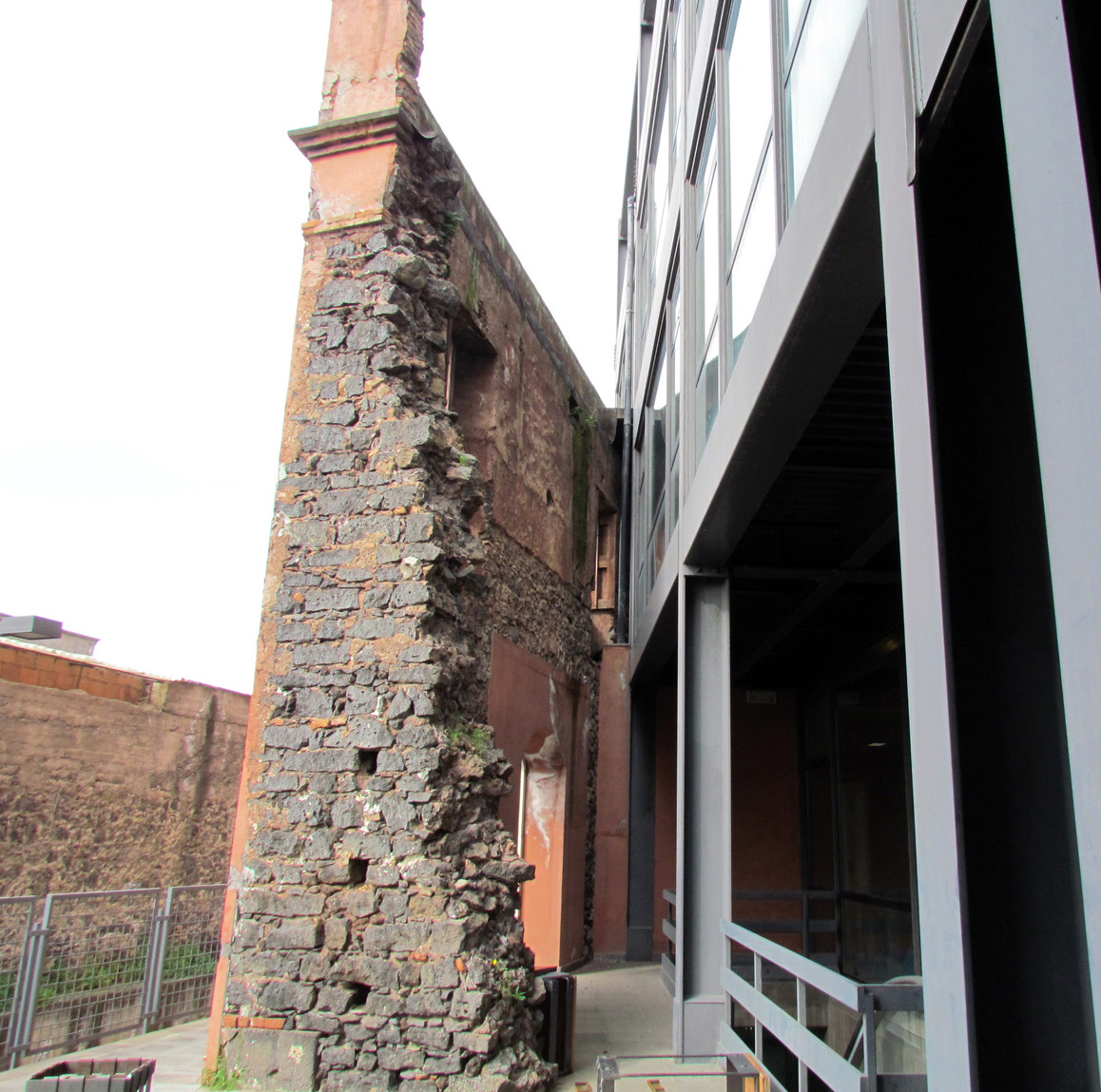
Sezione in cui coesistono la vecchia parete di un edificio consolidata e le strutture in acciaio del nuovo.

Il complesso industriale, che sorgeva a nord-est della Stazione di Catania Centrale, e ad essa era collegato, era caratterizzato da grandi edifici industriali prevalentemente in mattoni e pietre laviche, affiancati da alte ciminiere che servivano alla dispersione dei fumi provenienti dalle fornaci di raffinazione dello zolfo e dalle produzioni dei suoi derivati. Il complesso era nato progressivamente nella metà del XIX secolo quando gruppi imprenditoriali anglo-siciliani e commercianti locali avevano costruito impianti di molitura, di stoccaggio e di trasformazione degli zolfi provenienti dalle varie miniere della Sicilia centrale. Abbandonati del tutto già dalla metà degli anni sessanta, a partire dal 1984 un gruppo di tali edifici, posti tra il viale Africa e la parte nord della suddetta Stazione di Catania Centrale dal lato della linea ferroviaria per Messina, sono stati oggetto di progetto di recupero di architetture industriali dismesse elaborato e finanziato per iniziativa della Provincia Regionale di Catania. Il progetto ha comportato una profonda ristrutturazione dell'area mantenendone le strutture di massima e soprattutto le alte ciminiere in mattoni, dopo averle messe in sicurezza. Tali strutture superstiti hanno fornito lo spunto per il nome attribuito al centro fieristico. Il complesso ottenuto, della superficie di quasi 25.000 metri quadrati, è stato adibito a centro polifunzionale. L'area è suddivisa allo scopo di assolvere a tre possibili funzioni: fieristica, espositiva e congressuale. I vari spazi dell'area sono stati studiati in funzione dell'assenza di barriere architettoniche.

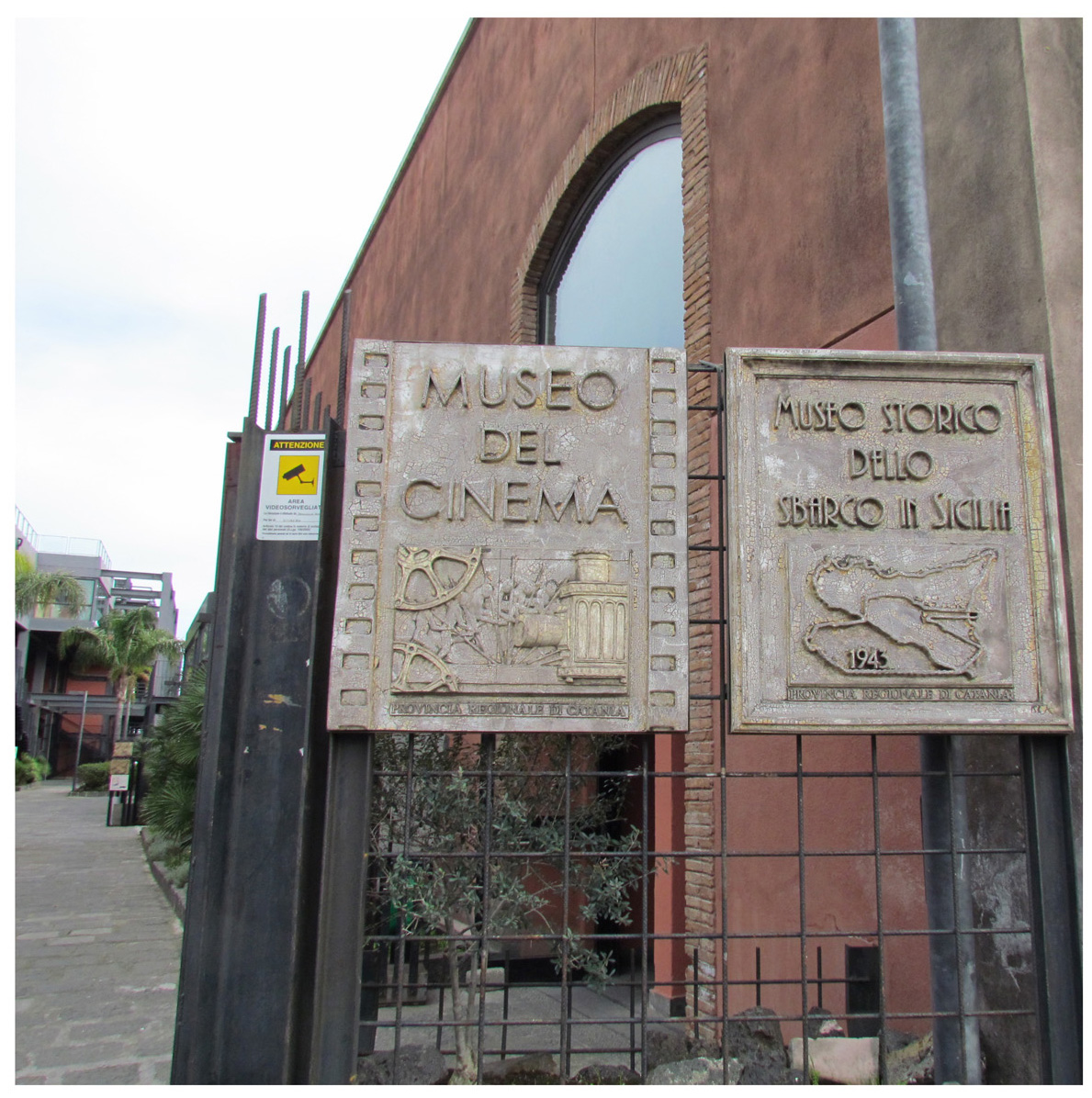
Ingresso dei musei, del cinema e dello sbarco in Sicilia del 1943.

Il centro ospita, tra l'altro, anche un Museo permanente sullo Sbarco in Sicilia del 1943, una mostra permanente di carte geografiche antiche della Sicilia (Collezione La Gumina), una mostra di radio d'epoca (Collezione Romeo) e un Museo del Cinema oltre a varie mostre temporanee. Esso è inoltre utilizzato per concerti, rappresentazioni teatrali e cinematografiche; vi si sono svolti eventi congressuali ed espositivi anche internazionali (SMAU, Expobit) e ha ospitato per un lungo periodo di tempo i set televisivi del programma Insieme di Antenna Sicilia, oltre a svolgersi qui fiere e congressi durante l'anno; un evento ormai annuale ospitato nel complesso è l'Etna Comics.
La posizione topografica del centro fieristico lo rende facilmente accessibile mediante tutti i mezzi di trasporto cittadini: è infatti a poca distanza dalla succitata Stazione di Catania Centrale, dalla fermata Giovanni XXIII della Metropolitana di Catania e dalla stazione delle più importanti linee extraurbane di autobus.
Nei primi anni novanta, durante Tangentopoli, in seguito a indagini sull'appalto per la sua costruzione in viale Africa, si scoprì un giro di tangenti pagate dal costruttore, il Cavaliere del Lavoro Francesco Finocchiaro, a politici molto importanti della città.